# Lito Lapid

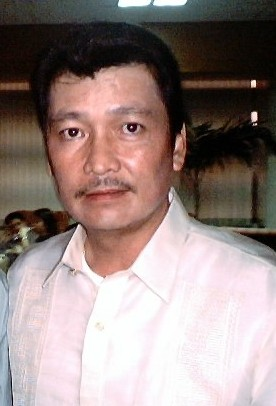
Lito Lapid

Manuel „Lito“ Mercado Lapid (* 25. Oktober 1955 in Porac, Pampanga) ist ein philippinischer Schauspieler, Filmregisseur und Politiker der Lakas-Kabalikat ng Malayang Pilipino-Christian Muslim Democrats (Lakas-CMD), der in fast achtzig Filmen mitspielte und von 2004 bis 2016 Senator war. Seit 2019 sitzt er erneut im Senat der Philippinen.

## Leben
Nach dem Abschluss der Elementary School der Porac Central School in Pampanga besuchte Lapid zwischen 1968 und 1972 die dortige St. Catherine Academy und erwarb dort 1972 seinen Highschool-Abschluss.
Danach begann Lapid, der bereits 1961 als Kinderdarsteller in dem Film Ikaw o ako mitwirkte, seine Karriere als Filmschauspieler und spielte zwischen 1974 und 2006 in neunzig Filmen mit, wobei er in zehn Filmen Regie führte. 2003 gewann er den FAP Award als bester Schauspieler in Lapu-Lapu (2002), einem Film über den gleichnamigen Volkshelden.
1992 begann Lito Lapid seine politische Laufbahn in der Lakas-Kabalikat ng Malayang Pilipino-Christian Muslim Democrats (Lakas-CMD) und war zunächst Vizegouverneur sowie danach bis 2004 Gouverneur seiner Heimatprovinz Pampanga.
Bei den Wahlen vom Mai 2004 wurde er erstmals zum Mitglied des Senats gewählt und war Vorsitzender des Senatsausschusses für Glücksspiel, Unterhaltung und Sport (Committee on Games, Amusement and Sports). Bei den Wahlen im Mai 2010 wurde er schließlich für eine weitere sechsjährige Amtszeit als Senator wiedergewählt. Im für die Jahre 2010 bis 2013 amtierenden 15. Kongress war Lito Lapid Vorsitzender der Senatsausschüsse für Kooperativen (Committee on Cooperatives) und für Tourismus (Committee on Tourism). Am 30. Juni 2016 schied er aus dem Senat aus, da er nach zwei Amtszeiten nicht mehr wiedergewählt werden durfte. Bei den Senatswahlen 2019 wurde er dann mit 35,87 % der Stimmen erneut in den Senat gewählt.
Sein Sohn Mark T. Lapid war zwischen 2004 und 2007 sein Nachfolger als Gouverneur von Pampanga.

## Filmografie (Auswahl)
- 1961: Ikaw o ako
- 1974: Ang pagbabalik ni Leon Guerrero
- 1979: Ang leon, ang tigre, at ang alamid
- 1981: Kamaong asero
- 1984: Zigomar
- 1986: Kamagong
- 1989: Task Force Clavio
- 1993: Aguinaldo
- 1997: Tapang sa tapang
- 2000: Pasasabugin ko ang mundo mo
- 2006: Tatlong Baraha

## Auszeichnungen
- 2003: FAP Award als bester Schauspieler